# チョコレートファウンテン

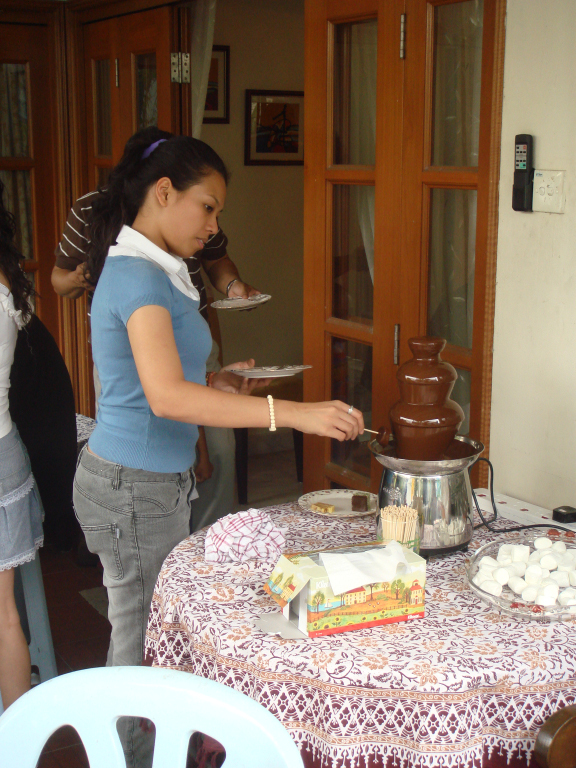
家庭でのチョコレートファウンテン

チョコレートファウンテン（英: Chocolate fountain）とは、生クリームを加えて溶かしたチョコレートを噴水状に流す装置。フォンデュのように、マシュマロや果物に絡めて食べる。ホテルや結婚式場で行われることがあるが、近年では家庭でも扱える器具が市販されている。
なお、チョコレートではなくチーズを噴水状に流すものはチーズファウンテンという。